# Bandera Argentina
Bandera Argentina är en ort i Mexiko.   Den ligger i kommunen Motozintla och delstaten Chiapas, i den sydöstra delen av landet, 800 km sydost om huvudstaden Mexico City. Bandera Argentina ligger 964 meter över havet och antalet invånare är 347.
Terrängen runt Bandera Argentina är kuperad åt nordväst, men åt sydost är den bergig. Runt Bandera Argentina är det ganska tätbefolkat, med 78 invånare per kvadratkilometer. Närmaste större samhälle är Huixtla, 18,6 km söder om Bandera Argentina. I omgivningarna runt Bandera Argentina växer i huvudsak städsegrön lövskog.